# Leloupia belgicae
Leloupia belgicae är en blötdjursart som först beskrevs av Jean Paul Louis Pelseneer 1903.  Leloupia belgicae ingår i släktet Leloupia och familjen Ischnochitonidae. Inga underarter finns listade i Catalogue of Life.